# Thomas Cholmondeley, 1. Baron Delamere

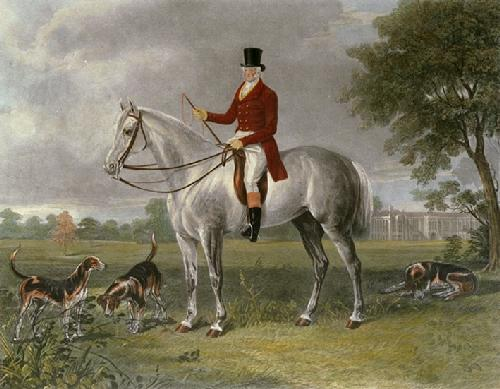
„Lord Delamere“, Radierung von Henry Calvert (1798–1869)

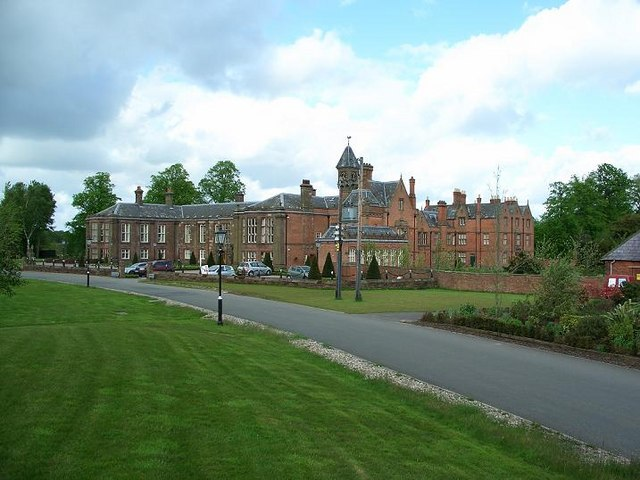
Vale Royal Abbey (2005), vormaliger Sitz der Barone Delamere, 1947 verkauft

Thomas Cholmondeley, 1. Baron Delamere (* 9. August 1767; † 30. Oktober 1855), war ein britischer Peer und Member of Parliament.

## Biografie
Cholmondeley war der Sohn von Thomas Cholmondeley (1726–1779), Member of Parliament für den Wahlbezirk Cheshire, und dessen Ehefrau Dorothy Cowper. Die Cholmondeleys waren seit 1615 im Landsitz Vale Royal Abbey in der Grafschaft Cheshire ansässig.
Cholmondeley amtierte 1792 bis 1973 als High Sheriff von Cheshire und wurde 1796 in das Unterhaus des Parlaments gewählt; den Sitz behielt er bis 1812. Am 17. Juli 1821 wurde er als Baron Delamere in den Adelsstand erhoben.
Am 17. Dezember 1810 heiratete Cholmondeley Henrietta Elizabeth Williams-Wynn, Tochter von Sir Watkin Williams-Wynn, 4. Baronet, und Charlotte Grenville. Das Paar hatte sechs Kinder:
- Hugh (3. Oktober 1811 – 1. August 1887)
- Thomas (4. Januar 1817 – 10. August 1817)
- Thomas Grenville (4. August 1818 – 9. Februar 1883)
- Henry Pitt (15. Juni 1820 – 14. April 1905)
- Henrietta Charlotte (3. Juni 1823 – 13. August 1874)
- Charles Watkin Neville (27. Mai 1826 – 18. März 1844)

Thomas Cholmondeley starb im Alter von 88 Jahren im Oktober 1855. Sein ältester Sohn Hugh erbte Besitz und Titel.